# Coelotes noctulus
Coelotes noctulus är en spindelart som beskrevs av Wang et al. 1990. Coelotes noctulus ingår i släktet Coelotes och familjen mörkerspindlar. Inga underarter finns listade i Catalogue of Life.